# Black Mesa
Black Mesa («Чорна Меза», раніше відома як Black Mesa: Source) — ремейк відеогри Half-Life 1998 року, виконаний на рушії Source. Гра розроблялася як модифікація Half-Life 2, але не вимагає її наявності для роботи.
Розробники мали намір відтворити оригінальний всесвіт і атмосферу Half-Life, використовуючи розширені можливості рушія Source, переробити всі текстури, моделі і рівні, створити реалістичний геймплей. У гру не вводилася нова зброя, однак розробники вирішили додати до захисного костюму HEV функції з Half-Life 2. Також творці модифікації заявили, що збираються зробити повністю синхронну сюжетну лінію, лише дещо змінивши її, не порушуючи балансу. Крім того до гри було введено досягнення.
Black Mesa початково була доступна для завантаження безкоштовно, для її роботи був потрібен набір інструментів Source SDK Base 2007. В травні 2015 році зі згодою Valve Corporation, через голосування у Steam Greenlight гра була додана у Steam, але без останніх глав. Фінальні глави, події яких відбуваються у світі Зен, було видано 5 березня 2020 року.

## Ігровий процес
Black Mesa - це шутер від першої особи, що вимагає від гравця виконання бойових завдань та розв'язання різноманітних головоломок для проходження гри. З точки зору дизайну, ігровий процес майже незмінний у порівнянні з оригінальною Half-Life; гравець має різноманітну зброю, більшість з якої потребує боєприпаси, які можна знайти на мапі або підібрати з мертвих ворогів. Персонаж захищений захисним костюмом, котрий вимагає заряду і поглинає певну кількість шкоди. Протягом гри зустрічають аптечки та батареї, а також зарядні та лікувальні станції.
Деякі ігрові елементи з Half-Life 2 та її епізодів, такі як режим спринту, бінокль, аварійні факели, система досягнень та можливість розривати противників на шматки за допомогою ручної зброї, були додані в Black Mesa.
У гру було додано більше різноманітності серед персоналу Чорної Мези, зокрема в комплексі присутні жінки, а персонажі мають більше індивідуальних рис. Втім деякі персонажі, що були безіменними оригіналі, замінені персонажами доповнень Half-Life та Half-Life 2, зокрема зустрічаються Барні Калхаун, Воллес Брін, Айзек Кляйнер і Ілай Венс.
Також в грі змінились вороги, як поведінкою так і візуально. Буллсквіди тепер плюються одразу декількома порціями кислоти замість однієї, вортигонти перезаряджають електричний заряд швидше, ніж в оригінальній грі, у воді відсутні хижі п'явки. Крім зомбі-вчених, в грі тепер присутні зомбі-охоронці, а також повзаючі зомбі без нижньої половини тіла. Зомбі отримали особливості з другої частини: їх можна вбити, не вбиваючи гедкраба на голові. Також вони можуть кидати в Гравця об'єкти. У Чорних Оперативників пістолети тепер без глушників, і їх можна підбирати. На ногах Чорних Оперативників з'явились джампери, як в Челл — головної героїні гри Portal.
Дещо відрізняється зброя: Glock більше не має автоматичного вогню, а MP5 не має одиночного вогню.
Порівняно з оригіналом, модифікація має кілька неточностей в сюжеті. В оригіналі на початку гри гравець може зіпсувати обід співробітника, залишений в мікрохвильовці, в Half-Life 2: Episode Two з'ясовується, що обід належав вченому Арне Магнуссону, але в модифікації замість нього присутній охоронець. Також в оригінальній грі прибульці з Зену асимілювали свою флору і фауну з земною, що мало показано в ремейці. Органічні батути зустрічаються рідше, помітно менше місць, зарослих органікою з Зену. В Black Mesa асиміляція замінена зображенням військового захоплення планети за участю різних родів військ прибульців.
На самому початку гри, під час поїздки на транспортному вагончику, Гордон спостерігає, як один з охоронців стукає у двері. Спираючись на сюжет Half-Life: Blue Shift, можна вважати, що це — Барні Калхаун. Однак модель обличчя Барні не збігається з його образом в інших іграх. В Half-Life 2 Айзек Кляйнер каже Гордону, що додав у його HEV-костюм функцію бінокля, проте в Black Mesa він вже є. Глави «On A Rail» і «Forget About Freeman!» було скорочено.
Рівні в світі Зен перероблено найбільше. В Black Mesa вони наповнені різноманітною фантастичною флорою та фауною, було додано більше слідів земних експедицій. Якщо в оригінальній грі технології прибульців із Зену органічні, то в Black Mesa вони поєднують органіку з пристроями. Також більше уваги приділено вортигонтам, зображено їхні поселення. В ремейку ці істоти нейтральні або й дружні, а ворожими стають лише в присутності контролерів. Загалом рівні в Зені стали менш лінійними, передбачаючи альтернативні шляхи проходження. Фінального боса Нігіланта було зроблено менш небезпечним ворогом, натомість ускладнено бій проти Гонарха.

## Сюжет
Сюжет Black Mesa практично ідентичний сюжету оригінальної Half-Life. Як і в оригінальній грі, гравець виступає в ролі молодого вченого Гордона Фрімена, наукового співробітника Дослідницького Центру Чорна Меза. Йому доручається доставити зразок невідомої речовини в установку для вивчення, але в ході експерименту виникає явище «каскадний резонанс», який спустошує комплекс і відкриває портали між нашим світом і світом Зен. Фрімен виживає, знаходить інших вцілілих, і вибирається на поверхню. Досягнувши поверхні, він виявляє, що об'єкт зачищується з усього живого, і персоналу, і прибульців з Зену, збройними силами. Від інших вчених Фрімен дізнається спосіб зупинити вторгнення прибульців. Він вирушає в Зен, щоб перемогти істоту Нігіланта, яка тримає портали між світами відкритими, а перемігши її, отримує пропозицію від загадкового G-мена про найм на роботу.

## Оцінки й відгуки
Під час розробки Black Mesa ще в 2005 і 2006 роках на сайті Mod DB виборював щорічну нагороду «Найкращий невипущений мод», а в 2007 — «Найочікуваніший мод». У грудні 2009 року журнал «PC PowerPlay» відзначив графіку та звук Black Mesa, але висловив розчарування тим, що розробка триває вже майже 5 років, а дата виходу досі невідома.
Після релізу 2012 року гра зібрала середню оцінку 86/100 на Metacritic. Виданням Destructiod вказувалося, що «Це дивовижне відтворення оригінальної Half-Life з оновленою графікою та звуками» і «Black Mesa відчувається, як сучасна гра». Black Mesa виборола того ж року нагороду «Мод року» від Mod DB. У 2014 році журнал «PC Gamer» зарахував Black Mesa до переліку «Найкращих створених фанатами ремейків класики, в які ви можете зіграти просто зараз».
«PC Gamer» після виходу завершеної гри підкреслили, що Black Mesa виправляє найслабше місце Half-Life — рівні в світі Зен, та робить їх навпаки найкращими рівнями в грі. «Що колись було радше мертвим, понурим місцем, тепер рясніє барвами та деталями, і в контрасті з банальними комп'ютерами, бетоном і торговими автоматами комплексу має ще більший влив». Особливої похвали удостоїлося те, що деякі частини Зену були цілком перероблені. Так, клонувальний завод прибульців став значно більшим і доповнився табором вортигонтів, що показує їхнє трагічне становище. Дизайн босів також покращився, як Гонарха, так і Нігіланта, що не виглядає більше «великим літаючим немовлям». «Це професійно зроблена гра, і мабуть найкращий шлях пережити події інциденту в „Чорній Мезі“ на сучасних ігрових ПК».
«The Washington Post» стверджували: «Лишаючись серед найкращих ремейків відеоігор, Black Mesa, як легко помітити, не позбувається рис вінтажності. Це, наприклад, відсутність анімацій плавання чи лазіння». Вказувалися такі технічні недоліки, як падіння частоти кадрів і довгі завантаження рівнів навіть на потужних ПК. Але попри це, гру було рекомедовано, значною мірою не стільки через реалізацію самого ремейку, як через якість оригіналу, відтвореного ним.
«The Verge» схвалили рішення не просто осучаснити графіку, а переробити Half-Life заново. Завдяки цьому ремейк відчувається як оригінал, але з графікою, навіть кращою, ніж у Half-Life 2. Крім того, висвітлювалося, що довгоочікувані рівні в Зені якісніші за відповідні рівні в Half-Life. «У Black Mesa, Crowbar Collective цілком перетворили Зен, розширивши цю частину кількома годинам і зробивши її однією з принад гри».
У липні 2021 року Black Mesa здобула №106 у переліку 250 найкращих ігор Steam (96% позитивних відгуків з понад 65 тис.).